# 伊土戦争
伊土戦争（いとせんそう、伊: Guerra italo-turca、トルコ語: Trablusgarp Savaşı (トリポリの戦い)、英: Italo-Turkish War, Turco-Italian War）は、1911年9月から1912年10月の間にイタリア王国とオスマン帝国の間で戦われた戦争。戦争はイタリア王国軍の勝利に終わり、敗北したオスマン帝国からローザンヌ講和会議でトリポリタニア、フェザーン、キレナイカを獲得した。占領統治にあたってイタリア王国政府は三つの植民地州をイタリア領リビアとして一括的に統治する事とした。イタリア＝トルコ戦争とも。

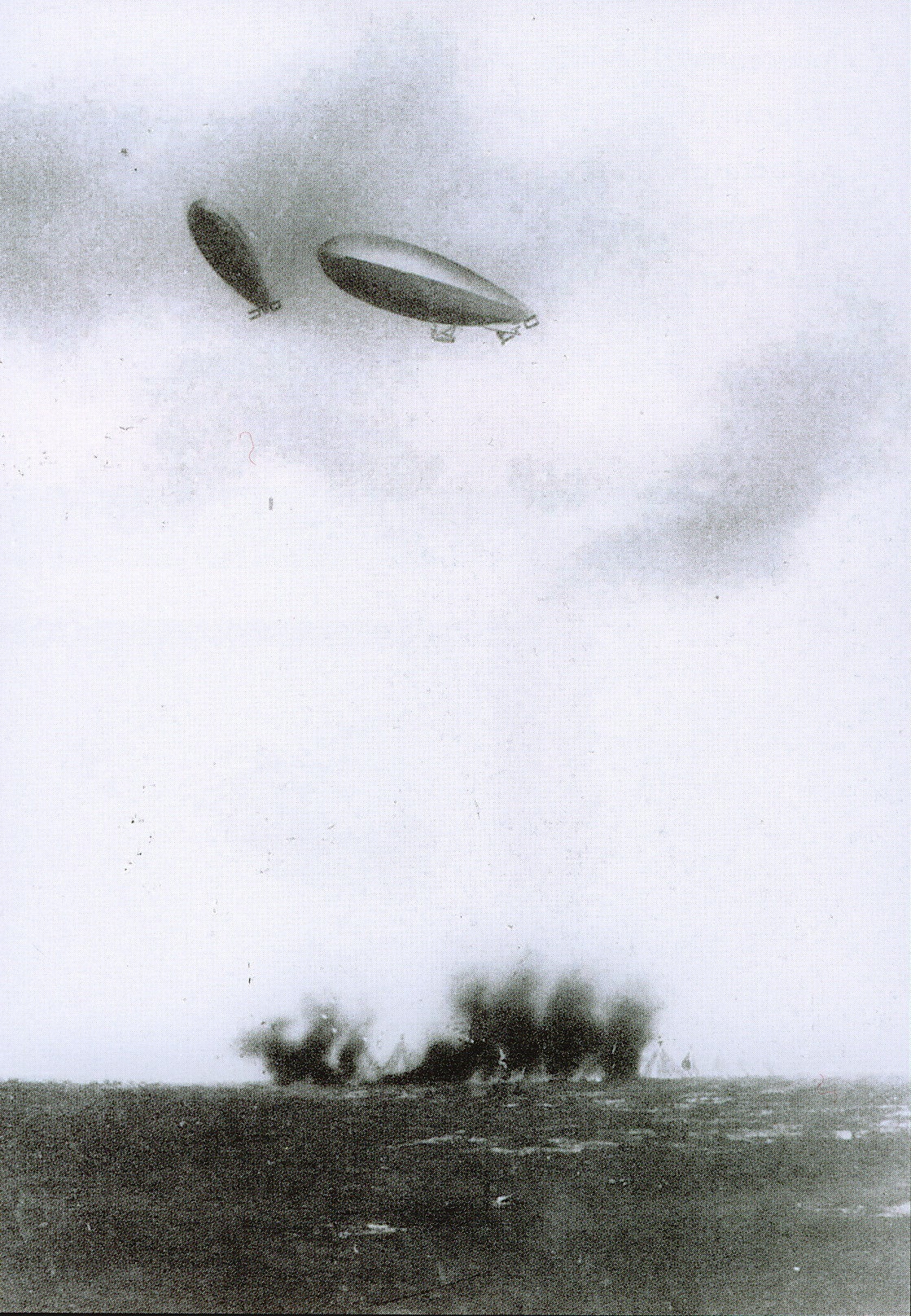
イタリア陸軍航空隊による世界初の航空爆撃

戦争の過程でイタリア海軍は、東地中海のドデカネス諸島を占領して制海権を奪取していたが、これについてはオスマン側に返還された。だが対価として諸島でのイタリア海軍による拠点の建設など実質的な進駐が容認されていた。1923年、オスマン帝国崩壊に伴う第二次ローザンヌ会議において、ムスタファ・ケマルによるトルコ共和国はドデカネス諸島の完全な割譲に同意した。
第一次世界大戦直前に起きた諸戦争の一つとして扱われる場合が多いが、それらの中でもこの戦争は非常に大きな意味を持った。イタリア王国軍が陸海戦でオスマン帝国軍を圧倒する様子は、オスマン帝国の支配下から脱したばかりのバルカン半島諸国に大きな勇気を与えた。バルカンが結束すればオスマンに勝てるかも知れないという希望は、バルカン同盟の結成と第一次バルカン戦争を促すことになる。
軍事的にも伊土戦争は非常に大きな意味を持つ戦いとなった。1911年10月23日、イタリア陸軍航空隊は飛行船による前線偵察を行わせており、11月1日に捕捉したオスマン軍部隊に爆弾を投下した。これは世界で最初の「空軍による地上攻撃」として記録されている。

## 背景
北アフリカに対するイタリア王国とオスマン帝国の係争は、露土戦争終結後に開催された1878年のベルリン会議での議論に遡る事ができる。バルカン諸国のオスマン帝国からの解放が決定された同会議で、フランス共和国はイギリス帝国のキプロス占領を認める代わりに、モロッコ地方とチュニジア占領を認めさせた。これについてチュニジアに権益を持っていたイタリアが反対すると、フランスは「代わりに隣のトリポリタニアを占領すればよい」と誘いをかけた。1902年までイタリアとフランスはアフリカにおける協力と中立の保障に関する協定を交わした（仏伊協商）。
また、同年にイギリスもトリポリタニアの地位変更に関係なく、現地でイタリアの利害関係に従うことを保証してくれた。このような外交的措置は、三国同盟に対するイタリアの連帯感を緩めて英国とフランスがアフリカで主要競争国と見なしていたドイツを牽制するための意図だった。さらに1909年、ロシアとのラコニギ協定を通じて、イタリアはボスポラス海峡に対するロシアの政策を支持する条件でトリポリやキレナイカでの権益を認められ、三国協商諸国の支持を確保することに成功した。ただし内政に重点を置いた事情から、しばらく同地域への進出は宙に浮いたままになっていた。
1905年と1911年の2度にわたるモロッコ危機が発生すると、これに刺激されたイタリア国内の世論もトリポリタニアを征服すべきだという膨張主義に傾倒した。すでに1908年にイタリアの植民庁が中央植民省に格上げされたのは、政府もアフリカ問題を次第に重視するという信号だった。それでもイタリア政府は「オスマン帝国の解体を助長してはならない」という原則を守ろうとした。ジョヴァンニ・ジョリッティ首相はアルバニアと関連した様々な争点でオスマン帝国に強硬な立場を取るよう要求を拒否してきたが、1911年春にアガディール事件が触発されたことをきっかけに状況が一変した。
同じ時期にイタリアの報道機関は盛んにトリポリタニアが豊かな土地であるという報道を行った。トリポリタニアは鉱物が豊富でよく灌漑されており、オスマン帝国軍は数千人しか駐屯していないと喧伝された。また現地の住民はトルコ人に敵対的であり、侵攻は「散歩にすぎない」と宣伝された。移住民を定着させる肥沃な新しい領土と商品市場が必要だという風説が流行し、経済的不況の中で民衆は植民地の拡大を求めるようになった。熱心な膨張論者だった外相サン・ジュリアーノ侯爵は列強がモロッコに集中する隙を狙ってトリポリタニアに対する軍事遠征が可能だと確信した。
諸外国の権益が絡む北アフリカへの侵攻は大きな賭けであったが、ジョリッティによって遠征は検討された。7月よりイタリア政府は、イギリスとロシアにトリポリにおけるイタリア系住民の権利が侵害される懸案の解決に向けた協力を要請し、肯定的な反応を引き出した。反面に同盟国ドイツとオーストリア＝ハンガリーは、オスマン帝国に対する攻撃がバルカン問題を再燃させかねないという憂慮から、イタリアの計画に反対することが予想された。したがって9月14日、ジョリッティとサン・ジュリアーノは独墺両国が介入する前に行動に出ることを決議、9月17日には国王に対オスマン戦争を始めると報告した。
内政において左翼・右翼双方を取りまとめていたジョリッティは参政権を拡大するとの公約で非戦主義の社会党も懐柔して、国内の反対派を押さえ込んだ。この時にあくまで戦争反対を唱えた人物の一人が後のファシスト政権の独裁者ベニート・ムッソリーニであった。1911年9月27日、イタリア王国はトリポリタニア割譲を求める最後通牒をオスマン帝国の「統一と進歩委員会」政府に対して提示した。オスマン帝国はイタリアに対してトリポリタニアの形式的宗主権を認めてくれれば、実効支配を委ねてもよいと返答した。9月29日、イタリアはこれを満足できる回答ではないとして宣戦布告した。

## 勃発

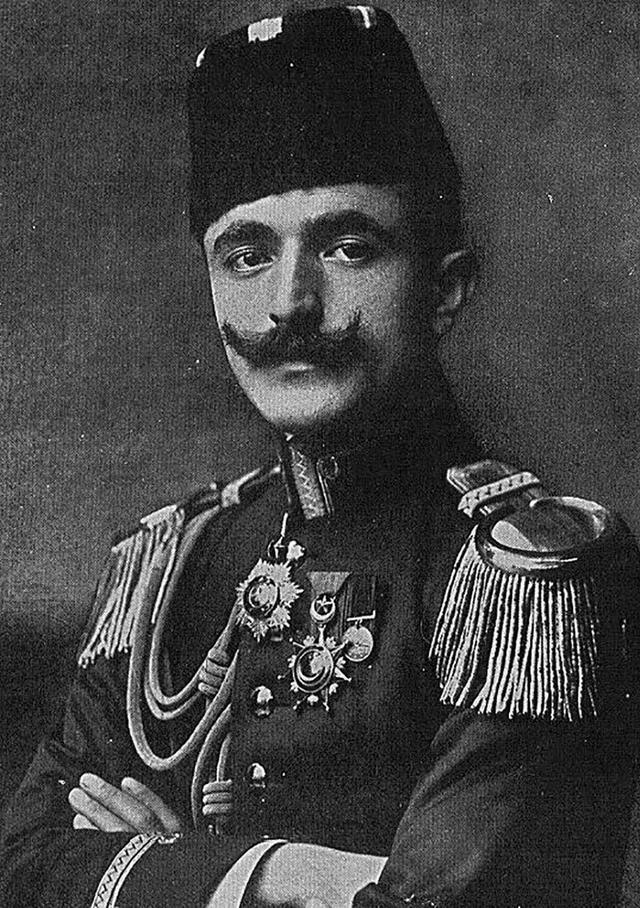
エンヴェル・パシャ

### 沿岸部占領
開戦当日よりイオニア海域に出動したイタリア王立海軍はプレヴェザ沖でオスマン海軍の水雷艇を迎撃して機先を制し、敵の輸送路を遮断させた。主な戦場となるアフリカに視線を向けたイタリア軍は上陸準備を完了するまでの間、まずトリポリ港の封鎖を実施、10月3日午後に攻略に着手した。この時に先遣隊として揚陸された海兵部隊はたちまち駐屯していたオスマン軍を撃退し、48時間ぶりにトリポリを占領した。
戦前の喧伝通り、オスマン軍の正規軍は数千名しか展開していなかった。加えて援軍を送るためのルートは海路しかなかったが、優勢なイタリア海軍を恐れてオスマン海軍は消極的な行動に終始した。従ってオスマン軍は新しい司令官や将校などを派遣する時ですら、欧州の中立国を通じて移動するという手段をとった。現地司令官はどうにか戦力を増加させるべく、異教徒への敵愾心を持つ現地兵を軍に加わらせた。

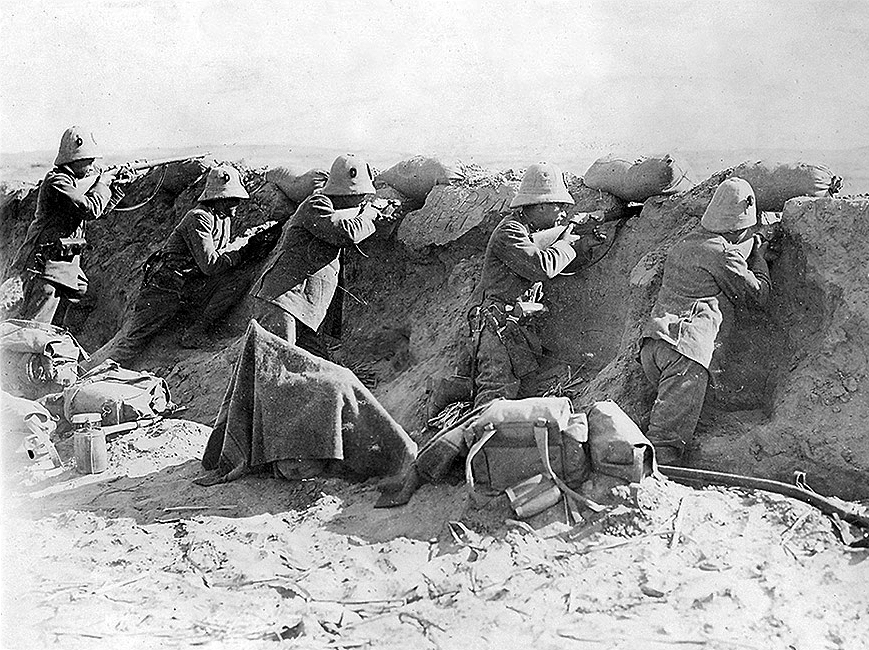
トリポリ攻略戦でのイタリア陸軍兵

対するイタリア軍も10月10日に2万名の第一次遠征軍をトリポリタニア・キレナイカの主要拠点に揚陸させた。戦闘でトリポリ・トブルク・デルナ・ベンガジなど両地域の沿岸部を占領した。イタリア陸軍は先進的な装備で敵を圧倒したが、その中には空軍だけでなく装甲車も含められていた。世界初の航空攻撃も行われたが、まだ空軍はそれほど重要な存在になることはできなかった。

### 内陸部での塹壕戦
沿岸部を征服して残る内陸部フェザーンに迫るイタリア陸軍に対し、オスマン軍は強固な防衛線と遅延戦術によって戦局を膠着化させようとした。この戦いでは後のトルコ革命の英雄となるムスタファ・ケマルが途中で参加しており、総司令官エンヴェルと対立しながらも、1911年にトブルクでの破壊工作を指揮して功績を挙げている。

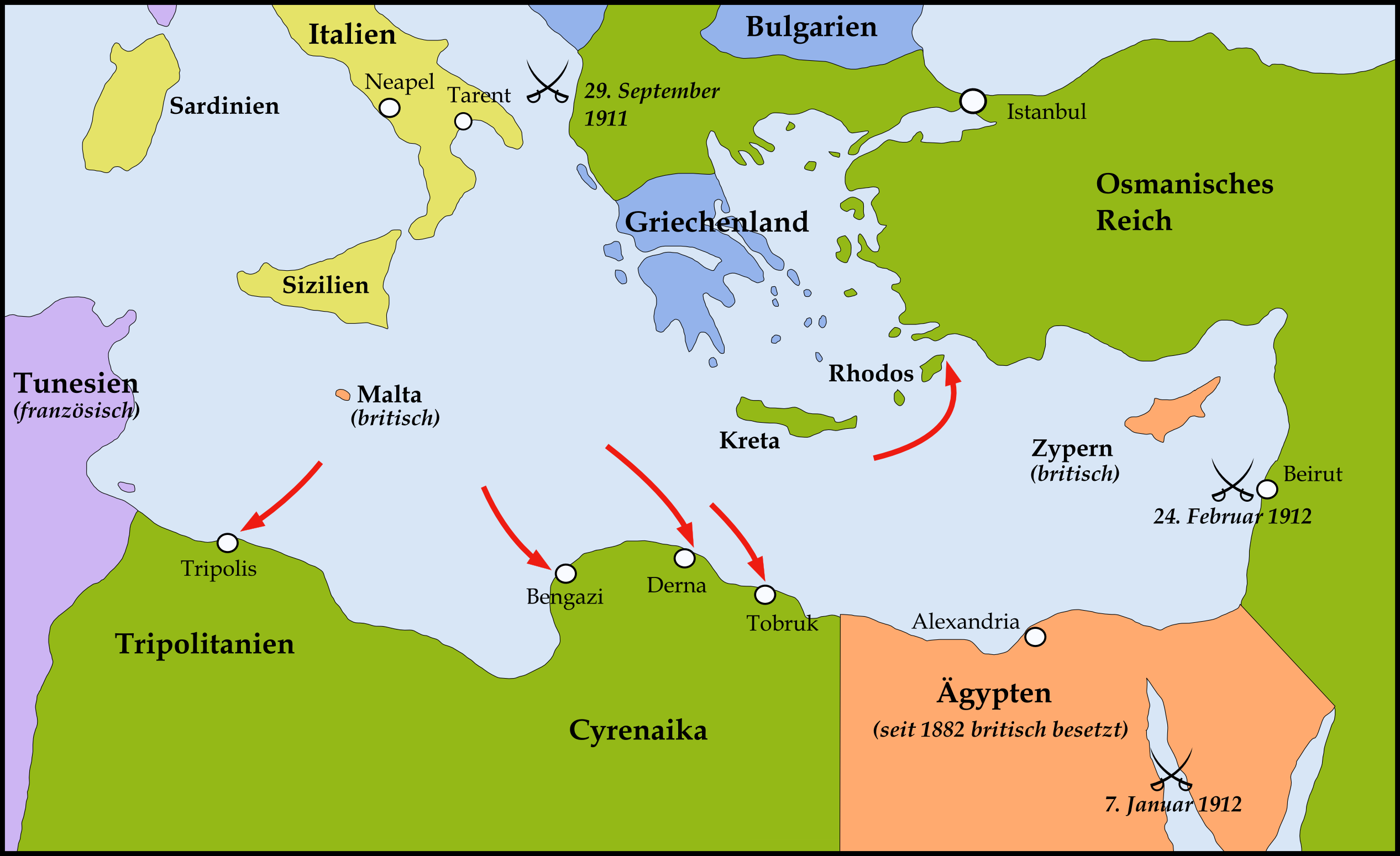
伊土戦争の戦局図（1911年-1912年）

既にオスマン軍が2万8000名にまで膨れ上がっていた事もあり、膠着を嫌ったイタリアは第二次遠征軍を派遣して兵員を一挙に10万名へ拡大した。しかし遅延戦術を根本的に打開する手段にはならず、両軍の戦いは砂漠地帯での塹壕戦に移行していった。トリポリタニア現地の都市らはインフラが不備で小さすぎるため、イタリア遠征軍の全体をまともに収容することさえできなかった。しかも西欧式に武装・訓練されたイタリア兵士が砂漠のゲリラに慣れていない難点もあった。この点を意識したイタリア軍の指揮部は沿岸部を要塞化し、持続的な普及と整備をもとに持久戦に臨む方針を立てた。
1912年3月3日、停滞した塹壕戦でエンヴェル将軍は主用拠点の一つデルナに対して1500名の兵士を派遣したが、より少ないイタリア陸軍の守備隊に撃退された。オスマン軍は砲兵部隊を投入させて再度攻勢を試みたが、後方から増援を得たイタリア側の塹壕を破ることはできなかった。9月14日、今度はイタリア陸軍による攻勢が開始され、3個連隊による猛攻でオスマン側の拠点が制圧された。9月17日、補給線を断たれた状態に陥ったエンヴェルは総反撃を命令したが、むしろオスマン軍の損害が増すばかりで、そればかりかエンヴェル自身もイタリア陸軍のアルピーニ兵による銃火で負傷する有様だった。
これに先立ち1911年11月5日、イタリア政府はトリポリタニア・キレナイカの併合を宣言した。予想が外れた戦争の長期化にもかかわらず、イタリアが急いで両地域の併合を宣言した背景には決定的な勝利を収めることができない状態で、列強が仲裁を口実にオスマン帝国に有利になるように調整することを防ぐという考慮が作用した。

### イタリア海軍の活躍と戦争終結

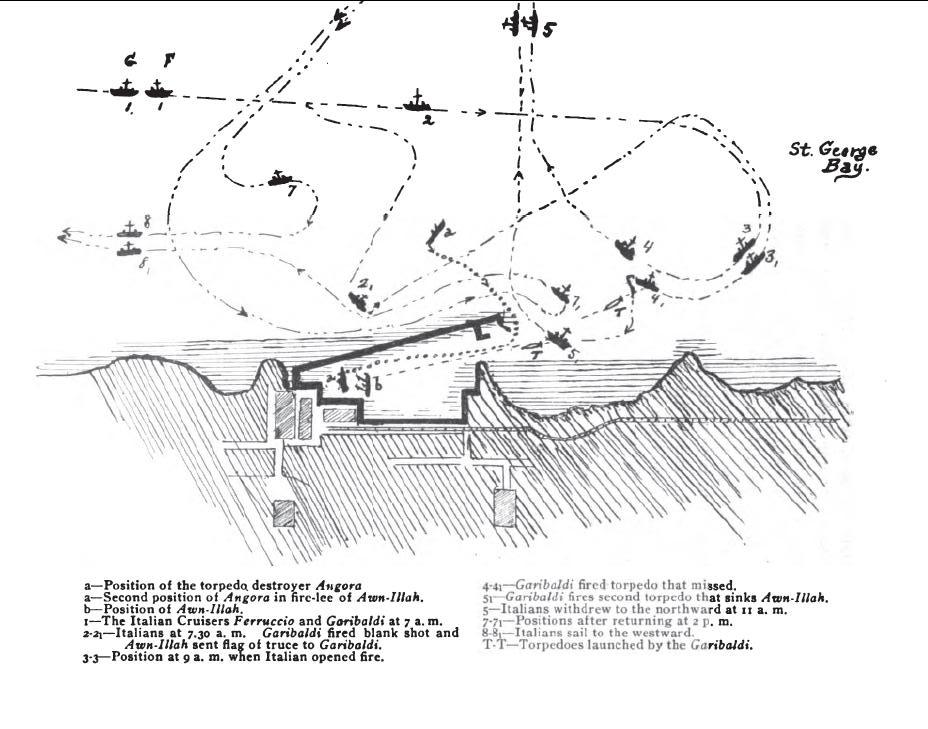
ベイルート海戦の作戦地図

イタリア軍は海軍優位を生かし、内陸部遠征への援護としてオスマン帝国本土に対する攻撃を多方面で敢行した。1912年1月7日、紅海沿岸を巡察していたイタリア海軍はアラビア半島の港町クンフダーを攻撃し、7隻の古いオスマン軍船を撃沈させた。続いて2月24日にはジュゼッペ・ガリバルディ級装甲巡洋艦「フランチェスコ・フェルッキオ」と「ジュゼッペ・ガリバルディ」がレバノンのベイルート港に突入、応戦したオスマン海軍の装甲艦「アヴニッラー」と水雷艇「アンカラ」を撃沈する一方的な勝利を収めた（ベイルート海戦）。オスマン海軍を殲滅した後、損害のなかったイタリア海軍はベイルート市街地を砲撃で徹底的に破壊して帰還した。
敗戦はオスマン海軍の弱体さを示すと共に、東地中海の制海権が完全に失われた事を示した。イタリアはエリトリア駐屯軍を増強して東西からオスマンの北アフリカ領を圧迫することができるようになった。また4月以来、イタリア海軍はエーゲ海にまで足を伸ばしてダーダネルス海峡の封鎖により首都イスタンブールを砲撃したり、ドデカネス諸島とロドス島を占領するなど本土周辺を自国近海のように自由に行動した。7月にイタリアはダーダネルス海峡へ潜水艦を増派したが、海峡閉鎖による海運の中断を憂慮したロシアがイスタンブールに圧力を行使したため、オスマン側は十分な対応を取ることができなかった。
これらは単にオスマン帝国に精神的な屈辱を与えるだけでなく、状況を見ていたバルカン諸国に大きな自信感を与えた。北アフリカに軍が食い込んでいる事も然ることながら、イタリア海軍が東地中海を席巻する事は、バルカン方面のオスマン軍が非常に不利な状態になる事を意味した。1912年後半、ブルガリア、セルビア、ギリシャはバルカン同盟を結成、イタリア海軍によって孤立させられていたバルカン半島のオスマン軍を攻撃した（第一次バルカン戦争）。
一方、1912年1月16日と18日の両日にわたり地中海上でオスマン軍に渡す軍需品を積んでいたフランス国籍の郵便機船2隻がイタリア海軍に臨検を受け、サルデーニャへ連行される事件が発生した（カルタゴ・マヌーバ事件）。この問題で、フランス政府が抗議して船舶は釈放されたが、イタリアではオスマン側に対する兵器供給を傍観したフランスを糾弾する感情が強くなった。フランスもトリポリタニアでの戦争が自国の北アフリカ属領に及ぼす影響を警戒したので、三国協商と三国同盟の間で綱渡り外交を展開するイタリアの意図に疑いを抱いていた。仏伊間の葛藤は終戦後の1912年10月28日、モロッコとリビアの相互支配を認めた協定が締結されたことにより収まった。
- トブルクに向けて出撃するイタリア艦隊
- ベイルートを艦砲射撃するイタリア艦隊
- ベイルートで撃沈された「アヴニッラー」
- 紅海のクンフダー湾で撃沈された砲艦「バフラ（Bafra）」

## 講和
1912年10月18日、オスマン帝国はローザンヌで開かれた講和会議でイタリア側の要求の大部分を認める条約に署名した。これにより約1年間に亘って続いた同戦争は、オスマン帝国のイタリア王国に対する敗北という形で終結を見た。講和案は以下の通りとなった。
- オスマン皇帝はトリポリタニア・フェザーン・キレナイカの宗主権をイタリア国王に譲渡する
- トブルクとベンガジの太守制度については形式的に維持されるが、太守任命はイタリア国王の裁可を必要とする
- また太守の給与はオスマン帝国が全額負担する
- ドデカネス諸島とロドス島は条約履行後に返却する

第一次世界大戦で再び両国は敵対した為、ドデカネス諸島はイタリアの軍事占領下に置かれた。1920年、中央同盟に加わっていたオスマン帝国が敗戦により解体されると、イタリアは戦勝国としてイギリス・フランス及びギリシャ王国と共にアナトリアを分割占領（イタリアが担当した領域は北西部であった）を行った。その後、セーヴル条約でアナトリアの植民化と東ローマ帝国を継承しようとしたギリシャの旧領回復が決定する。アナトリア北西部の植民化と引き換えにイタリアはドデカネス諸島をギリシャに渡す予定になっていた。
しかしセーヴル条約に反対する大規模な反乱が起こり、ギリシャの大遠征軍がムスタファ・ケマルに組織された革命軍に大敗を喫する事件が起きる（希土戦争）。イタリアは他の戦勝国同様にギリシャに見切りをつけ、新たにケマルの革命政府に対するアナトリア返還を決める。1923年、第二次ローザンヌ会議でイタリア王国はトルコ共和国を承認、トルコ共和国は返礼としてドデカネス諸島を割譲した。

## 波長と世界大戦の予兆
1924年、セルビアの外交官ミロスラフ・スパライコビッチはバルカン紛争と第一次世界大戦に帰結された過程を振り返りながら、大戦前に国際体制の危機をもたらした最初の事件として伊土戦争を挙げた。イギリスの影響圏に入ったエジプトやフランスの保護領になったモロッコとは違って、トリポリタニアはバルカン半島と同様、オスマン帝国の核心領土だった。クリミア戦争以来、オスマン帝国の主権と領土を保全してきた列強の暗黙的な協力は伊土戦争が勃発した時点で、無用の長物に転落したことが明らかになった。
1907年に英露協商が締結された後も、イギリスはボスポラス海峡を経由して地中海へ進出しようとするロシアの試みを牽制した。しかしロシアとともにオスマン帝国の崩壊を促すようなイタリアのトリポリ侵攻を支持したことは、それだけで欧州の勢力均衡に重大な転換が起きた事実を意味した。イタリアがトリポリタニアと東地中海でオスマン軍を敗退させた事態の推移を見守ったバルカン諸国はオスマン帝国と戦うに値するという勇気を得た。第一次バルカン戦争によってオスマン勢力が欧州大陸から放逐された結果、巨大な地政学的空白が伴った。奪取した旧オスマン領土の分配をめぐって起こったバルカン同盟内の紛糾は第二次バルカン戦争に飛び火され、ここで敗北して威信が傷つけられたブルガリアの代わりにセルビアがバルカン諸国の盟主として浮上、ロシアの庇護を受け始めた。
セルビアとロシアの連帯は大セルビア主義を煽ることと相まって、東方問題に関するオーストリア=ハンガリーの外交政策に取り返しのつかない衝撃を与えた。このような構図は東方問題において主導権競争のために毎度対立してきたオーストリア=ハンガリーとロシアの関係を一層悪化させ、大変動の中でバルカン情勢の不確実性が極度に増幅した。これほど高まった緊張は、1914年サラエボ事件と7月危機の局面でバルカン紛争を越え、従来の三国協商及び三国同盟にそれぞれ連動した列強の連鎖反応を引き起こし、これによって国際体制が瓦解され、ついに世界大戦へ突き進んだ。スパライコビッチによると、第一次世界大戦にまでつながったすべての事件は、イタリアのトリポリタニア侵攻から進展したものに過ぎなかった。